# جوش روبوتهام
جوش روبوتهام (بالإنجليزية: Josh Rowbotham)‏ هو لاعب كرة قدم بريطاني في مركز الدفاع، ولد في 7 يناير 1994 في ستوكتون أون تيز ‏ في المملكة المتحدة. لعب مع نادي هارتلبول يونايتد.

## وصلات خارجية
- جوش روبوتهام على موقع قاعدة بيانات كرة القدم.إي يو (الإنجليزية)
- جوش روبوتهام على موقع Soccerbase.com (لاعب) (الإنجليزية)